# مملكة كبادوكيا
كانت مملكة كبادوكيا مملكة إيرانية من العصر الهلنستي تمركزت في منطقة كبادوكيا التاريخية في آسيا الصغرى (تركيا حاليًا). تطورت من مقاطعة كبادوكيا الأخمينية السابقة، وتأسست على يد آخر مرزبان لها، إيريراتس (الذي أصبح لاحقًا إيريراتس الأول). خلال تاريخها، حكمتها ثلاث عائلات هي على التوالي؛ عائلة إيريراتس (331-96 قبل الميلاد)، وعائلة أوريوبارزانيس (96-36 قبل الميلاد)، وأخيرًا عائلة آرتشيليس (36 قبل الميلاد - 17 م). في عام 17 بعد الميلاد، بعد وفاة آرتشيليس، في عهد الإمبراطور الروماني تيبيريوس (14-37 م)، ضُمت المملكة واعتبرت مقاطعة رومانية.

## الأصول والتاريخ

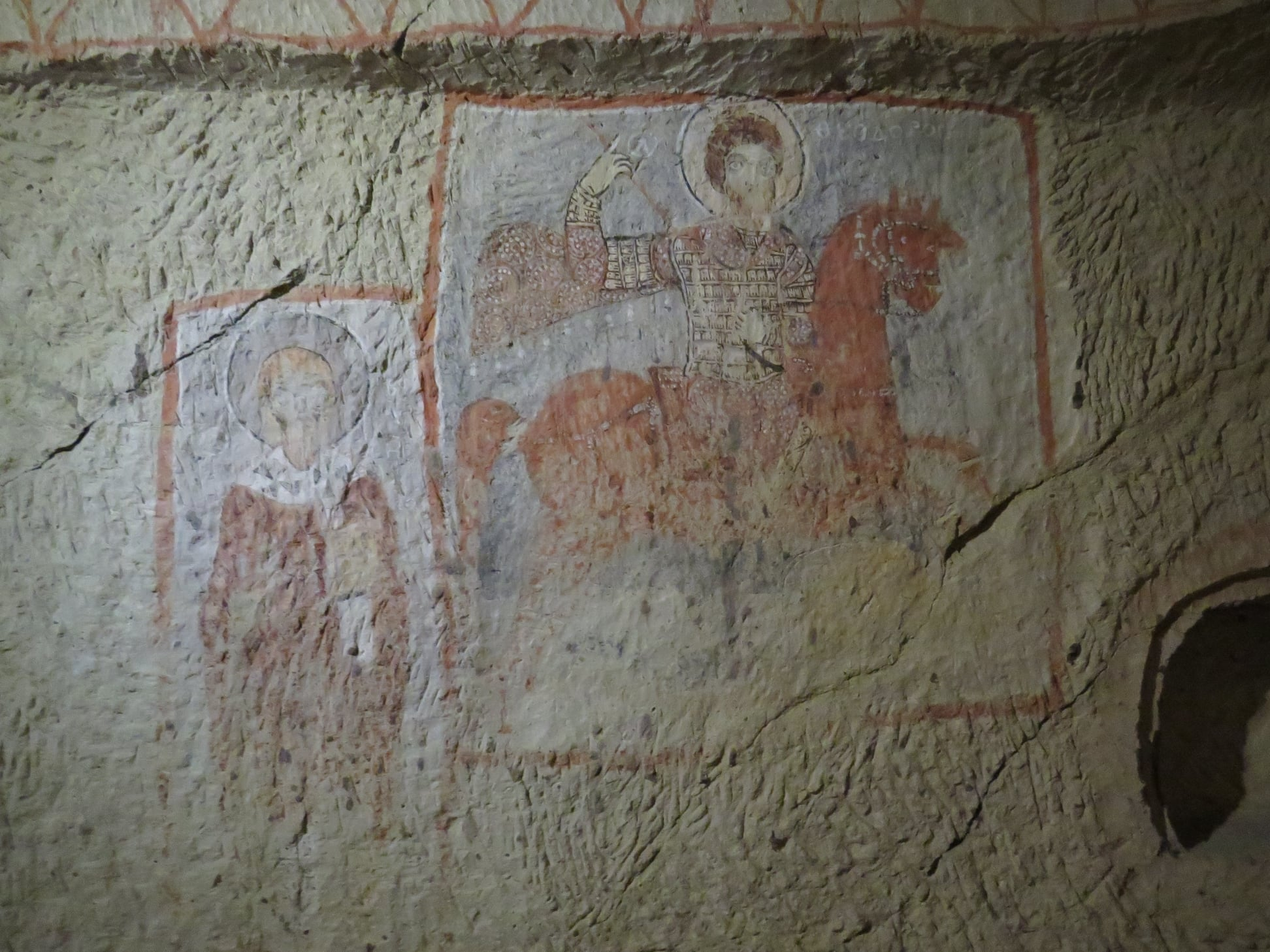
معبد بكابادوكيا

في عهد الأخمينيين، كان «الوجود الإيراني» في آسيا الصغر ذو أهمية، وأُسس لوجود إيراني كبير في غرب آسيا الصغرى، والبنطس، وكبادوكيا. كان إيريراتس مرزبان كبادوكيا لمدة 19 عامًا وداعمًا مخلصًا للملوك الأخمينيين. وقد ربطته بالعائلة الأخمينية الحاكمة، قربة دم («سايروس وداريوس السبعة»)، بالإضافة إلى مرازبة آخرين. عندما غزا الإسكندر المقدوني كبادوكيا كجزء من احتلاله للإمبراطورية الفارسية، عيّن حاكمين مؤقتين. بالنسبة للإيرانيين في آسيا الصغرى، و«ربما في كل مكان»، فقد عنى لهم سقوط الأخمينيين «حدوث أزمةً». مع انتصار الإسكندر وظهور الملوك الورثة الهلنستيين، بدأ الإيرانيون في كاريا وربما في جميع أنحاء غرب آسيا الصغرى في النهاية بالتكيف مع الوضع المتغير. وهكذا بدأ الوجود الإيراني إلى الغرب من نهر قيزيل إرماك يتلاشى ببطء. ولكن الأمور، سارت بشكل مختلف إلى الشرق من نهر قيزيل إرماك. فقد أظهر الكبادوكيين معارضتهم للغزو المقدوني «منذ البداية». بعد دفاعهم عن هاليكارناسوس، شارك الكبادوكيين في معركة غوغميلا 331 قبل الميلاد ضد الإسكندر، وحتى بعد المعركة، انتفضوا
من وراء ظهره.

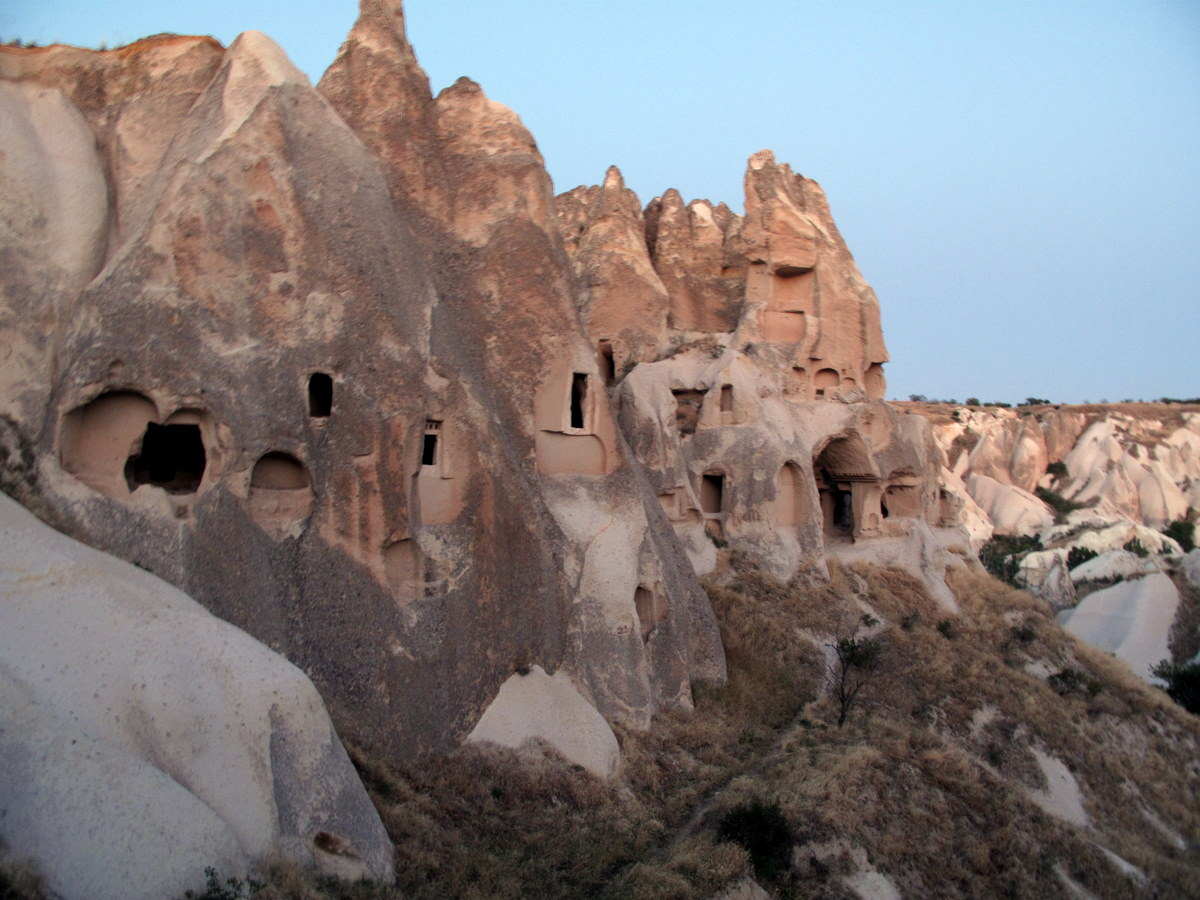
مغارات كابادوكيا

على عكس الإيرانيين في كاريا و ربما في جميع أنحاء غرب آسيا الصغرى، أعلنت الطبقة الأرستقراطية الإيرانية الموجودة في شرق نهر قيزيل إرماك، في كبادوكيا والبنطس، الاستقلال كنوع من التحدِ للمقدونيين. تمكن إيريراتس الأول من تولي السلطة في كبادوكيا، وأصبح أول ملك لمملكة كبادوكيا المنشأة حديثًا. قدمت سلالة إيريراتس الملوك العشرة الأوائل للمملكة. بعد فترة من السيطرة السلوقية، نالت مملكة كبادوكيا استقلالها في عهد إيريراتس الثالث (255-220 قبل الميلاد). قضى حاكم مملكة بنطس سيئ السمعة ميثراداتس السادس (يوباتور) على سلالة إيريراتس في أوائل القرن الأول قبل الميلاد، وذلك في محاولة لإخضاع مملكة كبادوكيا بالكامل. ومع ذلك، وخلال «صراع» من أجل مصالح الإمبراطورية الرومانية، شجع الرومان الكبادوكيين لاختيار ملك جديد؛ والذي أصبح نبيلًا إيرانيًا آخر، وهو أوريوبارزانيس الأول. بعد الحرب الأهلية في روما، بدأ الرومان بالتدخل بشكل مباشر في شؤون الكبادوكيين. ففي عام 36 قبل الميلاد، نصب مارك أنطوني، آرتشيليس، وهوأحد النبلاء المحليين، على العرش الكبادوكي. وعندما استدعاه تيبيريوس وكان متقدمًا في السن إلى روما، توفي هناك نتيجةً لأسباب طبيعية؛ ضُمت بعد ذلك كبادوكيا كمقاطعة رومانية تعمل بكامل طاقتها. نظرًا لموقع المملكة المحفوف بالمخاطر بين جيرانها الأقوياء، غالبًا ما انخرط الملوك في تحالفات مفيدة عن طريق الزواج، مع سلالات مثل السلالة الميثريدتية وكذلك السلالة السلوقية.
لا يسجل سترابو، الذي كتب في عهد أغسطس (الذي حكم من 63 قبل الميلاد إلى 14 بعد الميلاد)، في حوالي ثلاثمائة عام بعد سقوط الإمبراطورية الأخمينية الفارسية، سوى آثار الفرس الموجودة في غرب آسيا الصغرى؛ ومع ذلك، فقد اعتبر كبادوكيا «تقريبا جزء حي من بلاد فارس».